# Nadine Ibrahim
Nadine Ibrahim es una directora de cine nigeriana. 

## Biografía
Ibrahim nació en Kaduna y se crio como musulmana. Su madre, Amina J. Mohammed, es exministra de Medio Ambiente de Nigeria y actual Vicesecretaria General de las Naciones Unidas. A edad temprana, desarrolló interés en la narración y la realización de películas. Se mudó de Nigeria a Gran Bretaña a la edad de 14 años y estudió producción de medios y cine en la Universidad de Gloucestershire. Fue productora asociada de Hakkunde, un filme sobre un nigeriano del sur que se encuentra con la cultura del norte por primera vez.
Su cortometraje documental Through Her Eyes fue lanzado en 2017. El corto cuenta la historia de Azeeza, una niña de 12 años que fue secuestrada y se convirtió en terrorista suicida. La película fue semifinalista en el Festival de Cine de Los Ángeles y nominada en la categoría cortometraje del Festival Internacional de Cine de África. Para el grupo de medios de comunicación EbonyLife, películas y televisión, utilizó el cine para contar historias de los grupos étnicos del norte de Nigeria, como los hausa, fulani, igbira, igala, tiv y gbagyi. Es la directora ejecutiva de una empresa multimedia con sede en Nigeria, Nailamedia, fundada en 2017. Su cortometraje documental Marked, en el que trabajó durante dos años, debutó en el Festival Aké de Lagos en 2019. Se trata de la escarificación tradicional, que está muy extendida en Nigeria pero también un tema tabú.
Ella ha citado como modelos a seguir a Tyler Perry, Alfred Hitchcock, Spike Lee y Ang Lee. Además, mencionó que a través del trabajo de su madre conoció sobre la pobreza y la corrupción en Nigeria. Ha sido nombrada una de las mejores jóvenes cineastas nigerianas para ver. Ibrahim se casó en Abuya en 2014.

## Filmografía
- 2015: Idéar
- 2017: Hakkunde
- 2017: Through Her Eyes
- 2018: Tolu
- 2019: I am not corrupt
- 2019: Marked
- 2019: Words cut deep